# Cool Companions On Ultrawide Orbits

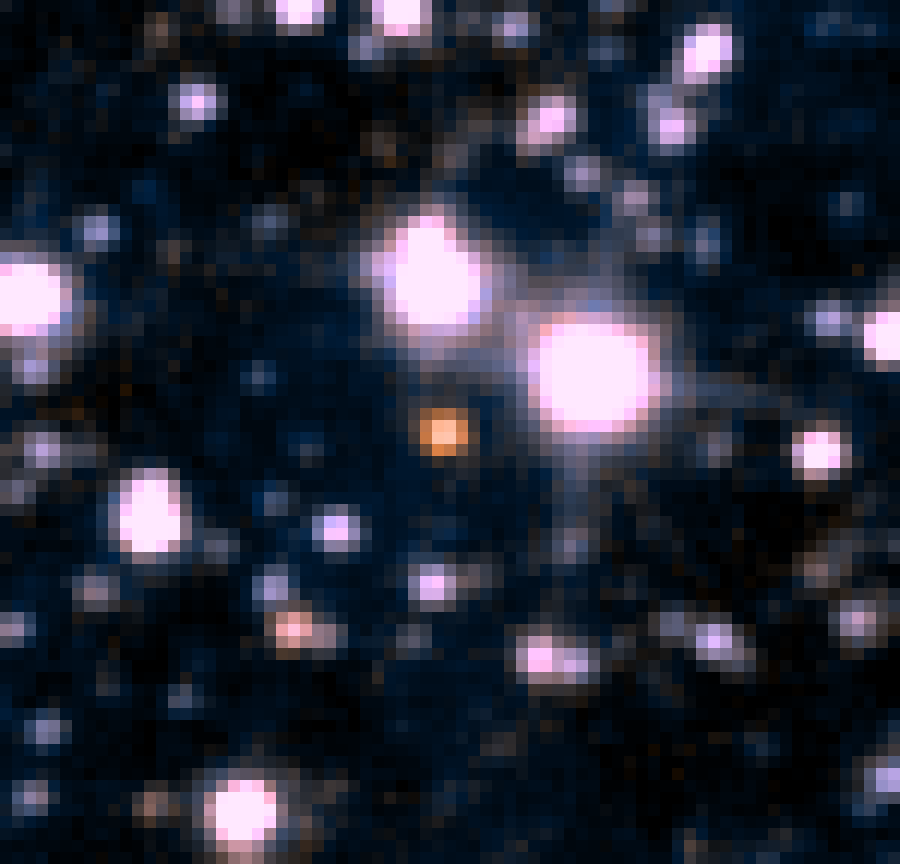
COCONUTS-2b

COol Companions ON Ultrawide OrbiTS (COCONUTS) es un estudio a gran escala de compañeros planetarios y subestelares de órbita amplia, considerado el primer estudio de este tipo de cuerpos celestes. En 2021, el equipo anunció COCONUTS-2b, el exoplaneta más cercano jamás fotografiado directamente. El programa consiste en una búsqueda a gran escala de planetas gigantes y enanas marrones de órbita amplia, con un objetivo en una muestra de 300,000 estrellas. Mediante fotometría multilongitud de onda y astrometría multiépoca, los astrónomos pueden evaluar la compañía y la naturaleza ultrafría de los candidatos.

## Descubrimientos
| Nombre      | Tipo         | Masa (MJ) | Separación orbital (UA) | Estrella              | Tipo estelar | Masa estelar (M☉) | Año  | Referencia |
| ----------- | ------------ | --------- | ----------------------- | --------------------- | ------------ | ----------------- | ---- | ---------- |
| COCONUTS-1B | Enana marrón | 69.3      | 1280                    | PSO J058.9855+45.4184 | Enana blanca | 0.548             | 2020 | [ 4 ]      |
| COCONUTS-2b | Exoplaneta   | 6.3       | 6471                    | L 34-26               | Enana roja   | 0.37              | 2021 | [ 5 ]      |
| COCONUTS-3B | Enana marrón | 39        | 1891                    | UCAC4 374-046899      | Enana roja   | 0.123             | 202  | [ 6 ]      |